# Samuilo
Samuilo (bugarski: Самуил, crkvenoslavenski: Самоилъ) bio je car Prvog Bugarskog Carstva od 997. do 6. listopada 1014. Sin je brsjačkog kneza Nikole Komitopula i Ripisime. Brat je Davidov, Mojsijev i Aronov. Premda brsjačkog podrijetla razni autori proglasili su ga bugarskim carem iz vladarske dinastije Komitopula.
Samuilova žena je bila Agata, neznanog podrijetla, s kojom je imao sina Gavrila Radomira te kćeri Teodoru Kosaru (kasnije se udala za dukljanskog vladara Vladimira) i Miroslavu.
Bugarsko Carstvo (također u povijesnoj znanosti nazivano i kao Zapadnobugarsko Carstvo) bilo je na vrhuncu po veličini i moći za vrijeme njegovog vladanja, po čemu ga se najčešće u Sjevernoj Makedoniji i naziva – Samuilovo Carstvo.
Od 977. do 997., Samuilo je bio zapovjednik za cara Romana iz kuće Krum, drugog preživjelog sina cara Petra I.
Samuilo je vladao je od 997. do 6. listopada 1014. U tom je razdoblju vodio ratove protiv Bizanta, Ugarske (u Srijemu), Kijevske Rusije (u istočnom Podunavlju) i Hrvatske, gdje je njegova vojska napredovala sve do Zadra, ali se nakon toga povukla. Dva mjeseca nakon poraza u bitki na Belasici 1014. godine, kada je vidio svoju oslijepljenu vojsku, doživio je srčani udar. Na vlasti ga je naslijedio njegov sin Gavril Radomir.
Prema navodima Ivana Skilice, Samuilov potomak po ženskoj lozi bio je dukljanski veliki knez Mihailo, „vladar onih koji se zovu Hrvati”, zbog čega su ga bugarski ustanici u Ustanku Jurja Vojteha pozvali u pomoć i zamolili da im njegov sin bude vladar.

## Vanjske poveznice
- „Plamen Pavlov: Car Samuil i ’bugarska epopeja’” (bug.)
- „Samuilovo carstvo i Slavinija” (mak.)